# Krasnyje Baki
Krasnyje Baki – osiedle typu miejskiego w Rosji, w obwodzie niżnonowogrodzkim. W 2010 roku liczyło 7295 mieszkańców.